# Base aérienne de Baherove
La base aérienne de Baherove (ou Baguerove, Baguerovo) est situé à quatorze kilomètres de Kertch en la ville de Baherove de la république de Crimée.

## Historique
Pendant la Seconde Guerre mondiale, alors que la Crimée était occupée par l'Allemagne nazie, un aérodrome fut construit près du village. En 1947 une base militaire y fut établie qui servit de centre d'essai pour les armes nucléaires ; le 35e régiment bombardier mixte séparé, le 513e régiment de chasseurs et le 647e régiment mixte de soutien spécial y stationnaient. En 1973, une filiale de l'École supérieure d'aviation de Vorochilovgrad s'y installa. En 1996, l'école ferma ses portes. L'aérodrome et sa piste sont à l'abandon.